# Brahim Sabaouni
Brahim Sabaouni (en arabe : ابراهيم السبعوني), né le 13 mai 1994 à Lille en France, est un footballeur franco-marocain qui joue au poste de milieu de terrain à l'AS FAR.

## Biographie

### Débuts en France et formation à Lierse SK (2012-2018)
Natif de Lille en France, Brahim Sabaouni intègre dès son plus jeune âge l'USL Dunkerque. Ayant rejoint la Nike Academy en Angleterre, il s'engage le 9 septembre 2014 à Lierse SK en Belgique pour évoluer avec l'équipe réserve,,. Au cours de la saison 2014-15, il fait ses débuts professionnels lors d'un barrage de play-offs contre Lommel SK en étant titularisé (défaite, 3-1). Le 16 août 2015, il dispute son premier match de Coupe de Belgique contre le K Rupel Boom FC (victoire, 2-1).
Lors de la saison 2015-16, il dispute sa première saison en tant que titulaire en deuxième division belge, avant d'être ensuite prêté à l'AFC Tubize. De retour au Lierse SK après une saison en prêt moyenne, il se retrouve sans contrats et devient joueur libre.

### Olympique marcquois et le RFC Seraing (2018-2021)
le 1er juillet 2017, il est récupéré par l'Olympique Marcquois et dispute une saison au cinquième niveau amateur français.
Le 1er juillet 2019, il signe un contrat de deux saisons au RFC Seraing au troisième niveau belge. Le 11 août 2019, il dispute son premier match avec le club à l'occasion d'un match de Coupe de Belgique contre le Solières Sport (victoire, 0-2). Le 2 février 2020, il inscrit son premier but professionnel contre le Sint-Eloois-Winkel Sport (victoire, 0-4). En fin de saison, il parvient à être promu en D2 belge en étant un élément clé de l'effectif. En D2 belge, il réalise de nombreuses prestations remarquables et parvient à finir vice-champion de Belgique après une victoire contre le SK Beveren,.

### AS FAR (depuis 2021)
Le 7 août 2021, il s'engage pour trois saisons librement en faveur de l'AS FAR en Botola Pro,,,.
Le 15 septembre 2021, il dispute son premier match avec le club contre le JS Soualem (défaite, 0-3).
Le 23 juin 2023, à l'occasion de la dernière journée de championnat, il remporte le championnat du Maroc après une victoire de 2-3 contre l'Ittihad Riadhi de Tanger à l'extérieur et devance le Wydad AC qui termine vice-champion,.

### En sélection
Le 18 mai 2016, il est convoqué par Hervé Renard et Nasser Larguet avec le Maroc olympique pour un match amical le 4 juin contre le Cameroun olympique au Stade Ibn-Batouta. Dans la liste figurent également des joueurs comme Sofyan Amrabat, Achraf Hakimi et Tarik Tissoudali.

## Palmarès

### En club
RFC Seraing
- Proximus League  :
  - Vice-champion : 2021

 AS FAR
- Champion du Maroc (1) :
  - Champion : 2023
- Coupe du Maroc (1) :
  - Vainqueur : 2022.

### Distinctions individuelles
- Vainqueur du Métallo d'Or du meilleur joueur du RFC Seraing de la saison en avril 2020[21]